# Damlacık, Sivas
Damlacık là một xã thuộc thành phố Sivas, tỉnh Sivas, Thổ Nhĩ Kỳ. Dân số thời điểm năm 2011 là 121 người.